# اولت (سوم)
اولت (به فرانسوی: Ault) یک کمون در فرانسه است که در canton of Ault واقع شده‌است. اولت ۵٫۹۹ کیلومتر مربع مساحت دارد ۸۶ متر بالاتر از سطح دریا واقع شده‌است.